# KurzVorDerRente
KurzVorDerRente ist eine Musikband aus Norddeutschland; sie macht Popsongs mit deutschen Texten.

## Geschichte
Die Band entstand aus der 1987 gegründeten Coverband Just For Fun (JFF-Hitband). Als Just For Fun spielten sie im Vorprogramm für Manfred Mann’s Earth Band, Kim Wilde, Kool & the Gang, Geier Sturzflug, Guildo Horn, Spider Murphy Gang usw. und waren Künstlerbegleitung von Dave Dee und Harpo.
KurzVorDerRente wurde 2011 gegründet. Das Durchschnittsalter der Band beträgt etwa 50 Jahre, weshalb sich die Musiker den Namen „KurzVorDerRente“ gegeben haben. Die Band ist bei der Schallplattenfirma Telamo (München) unter Vertrag.
Die Musiker der Band kommen aus dem Raum Hamburg und Dithmarschen. Sie sind seit über 30 Jahren in Deutschland live und im Studio tätig und arbeiteten etwa für Ian Cussick, Udo Lindenberg, Wolfgang Petry, Godewind. Sie waren an Filmmusik u. a. für Männerpension und Tatort beteiligt.
Am 16. August 2013 erschien das Debütalbum Ihre größten Erfolge. Die Single „Kurz vor der Rente“ hielt sich mehrere Wochen in den Top 15 der NDR1-Hitparade.

## Diskografie
- 2011: JFF-Hitband MAXI CD (Zwiefel Music Group)
- 2013: Ihre größten Erfolge (Telamo)